# Bronco Billy
Pour plus de détails, voir Fiche technique et Distribution.
Bronco Billy est un film américain réalisé par Clint Eastwood et sorti en 1980.

## Synopsis
« Bronco » Billy McCoy est le fier propriétaire d'un modeste cirque ambulant , le Bronco Billy's Wild West Show, dans la veine des anciens Wild West Shows. Avec sa troupe, il se produit de foire en foire avec des numéros retraçant l'histoire de la conquête de l'Ouest. Mais le public se fait rare et Bronco se demande comment payer ses employés, qui n'ont touché aucun salaire depuis six mois. Alors qu'il est à la recherche d'une assistante pour son numéro personnel de lancer de couteaux, il rencontre par hasard Antoinette Lily. Celle-ci a épousé le premier venu pour profiter de l'héritage parental, mais elle a si mal traité son mari qu'il l'a abandonnée dans un motel, sans un sou. Bronco Billy l'engage alors qu'il ne sait encore rien d'elle.

## Fiche technique
- Titre original et français : Bronco Billy
- Réalisation : Clint Eastwood
- Scénario : Dennis Hackin
- Musique originale : Snuf Garrett
- Directeur de la photographie : Bruce Surtees
- Direction artistique : Eugène Lourié (crédité Gene Lourie)
- Montage : Joel Cox et Ferris Webster
- Production : Robert Daley, Neal Dobrofsky et Dennis Hackin
- Sociétés de production : Warner Bros. et Second Street Films
- Distribution : Warner Bros. (États-Unis)
- Langue originale : anglais
- Budget : 6,5 millions de dollars[1]
- Genres : comédie dramatique, action, aventures
- Durée : 116 minutes
  - États-Unis : 11 juin 1980
  - France : 11 septembre 1980[2]
- Affiche : Bill Gold (États-Unis)

## Distribution
- Clint Eastwood (VF : Jean-Claude Michel) : « Bronco » Billy McCoy
- Sondra Locke (VF : Brigitte Morisan) : Antoinette Lilly
- Geoffrey Lewis (VF : Serge Lhorca) : John Arlington
- Scatman Crothers (VF : Georges Aminel) : Doc Lynch
- Bill McKinney (VF : Jacques Deschamps) : « Lefty » LeBow (« Main gauche » en VF)
- Beverlee McKinsey (VF : Perrette Pradier) : Irène Lilly, la belle-mère d'Antoinette
- William Prince : Edgar Lipton, le conseiller d'Irène
- Sam Bottoms (VF : Philippe Bellay) : Leonard James
- Dan Vadis (VF : Serge Sauvion) : chef Big Eagle (Grand Aigle en VF)
- Sierra Pecheur (VF : Évelyne Séléna) : Lorraine « Running Water » (« Petite Source » en VF)
- Walter Barnes (VF : Raoul Delfosse) : le shérif Dix
- Woodrow Parfrey (VF : Jacques Thébault) : Dr Canterbury
- Hank Worden (VF : René Bériard) : un employé de station-service
- Tanya Russell (VF : Béatrice Bruno) : Doris Duke, la serveuse admirant la voiture de Bronco
- Merle Haggard (VF : Serge Sauvion) : le chanteur de country dans le bar
- Alison et Kyle Eastwood : deux enfants orphelins

## Production

### Genèse et développement
Clint Eastwood apparaît ici dans un film qu'il ne produit pas via sa société The Malpaso Company, une première depuis De l'or pour les braves sorti dix ans plus tôt. L'acteur-réalisateur était à l'époque du film en pleine procédure de divorce avec Maggie Johnson et il aurait dû partager avec elle la moitié des profits générés. C'est donc Robert Daley qui produit le film via Second Street Films.
Ce film se distingue des précédentes réalisations de Clint Eastwood par son budget assez modeste.
Clint Eastwood offre ici un petit rôle à ses enfants, Alison et Kyle, alors âgés de 7 et 11 ans dans la scène du repas à l'orphelinat.

### Tournage
Le tournage a lieu à l'automne 1979. Il se déroule dans l'Idaho (Meridian, Eagle, Garden City, Nampa, Boise) ainsi qu'à Ontario dans l'Oregon.
Comme souvent, Clint Eastwood boucle le tournage bien avant le planning fixé,.

## Bande originale
La musique du film est composée par Snuff Garrett et orchestrée par Steve Dorff. L'album de la bande originale, commercialisé par Elektra Records, contient également des chansons folk/country présentes dans le film.
| 1.  | Cowboys And Clowns                                    | Ronnie Milsap                  | 3:12 |
| 2.  | Bayou Lullaby                                         | Penny De Haven                 | 2:39 |
| 3.  | Misery And Gin                                        | Merle Haggard                  | 2:49 |
| 4.  | The Not So Great Train Robbery (morceau instrumental) |                                | 1:25 |
| 5.  | Bar Room Buddies                                      | Merle Haggard & Clint Eastwood | 2:16 |
| 6.  | Thunderer's March (morceau instrumental)              |                                | 2:19 |
| 7.  | Stardust Cowboy                                       | The Reinsmen                   | 2:26 |
| 8.  | Love Theme: Cowboys And Clowns (morceau instrumental) |                                | 2:28 |
| 9.  | Stars And Stripes Forever (morceau instrumental)      |                                | 1:47 |
| 10. | Bronco Billy                                          | Ronnie Milsap                  | 2:51 |

## Accueil
À sa sortie, le film reçoit des critiques globalement positives. Sur l'agrégateur américain Rotten Tomatoes, il récolte 75 % d'opinions favorables pour 20 critiques et une note moyenne de 6,59⁄10. Sur Metacritic, il obtient une note moyenne de 66⁄100 pour 10 critiques. Dans The New York Times, Janet Maslin écrit notamment qu'il s'agit « du meilleur et du plus drôle film de Clint Eastwood depuis un bon moment » et souligne la qualité de la mise en scène de l'acteur-réalisateur et la façon dont il juxtapose le « vieil Ouest » avec le nouveau
Malgré ces critiques positives, le film ne rencontre pas un énorme succès au box-office. Aux Etats-Unis, il récolte 24 265 659 $. En France, il n'enregistre que 123 986 entrées. Même si Bronco Billy sera rentable, Clint Eastwood considère ces résultats comme insuffisants.
Clint Eastwood affirmera qu'il s'agit de l'un de ses films préférés dans sa filmographie. Il déclare notamment à propos du film : « C'est un thème un peu démodé, probablement trop démodé car le film n'a pas fait aussi bien que nous l'espérions. Mais si, en tant que réalisateur, j'ai toujours voulu dire quelque chose, vous le trouverez dans Bronco Billy ». Sa compagne de l'époque, Sondra Locke, confiera elle aussi que, parmi ses nombreuses collaborations avec l'acteur-réalisateur, Bronco Billy est son film préféré.

## Distinctions
Comme seule distinction, Bronco Billy n'a qu'une seule nomination. Elle est pour Sondra Locke, lors de la toute première cérémonie des Razzie Awards en 1981, dans la catégorie de la pire actrice. Le film sera cependant nommé au Saturn Award de la meilleure collection DVD en 2011, pour sa présence dans le coffret anthologique Clint Eastwood 35 films 35 years at Warner Bros..